# Penápolis
Penápolis est une ville brésilienne de l'État de São Paulo.

## Personnalités
- Gabriel Pirani (2002-), footballeur brésilien, est né à Penápolis.